# مواري (نيويورك)
مواري (بالإنجليزية: Murray, New York)‏ هي بلدة أمريكية تقع في الولايات المتحدة في مقاطعة أورلينز، نيويورك. يقدر عدد سكانها بـ 6,259 نسمة ومساحتها 80.5 كم2 وترتفع عن سطح البحر 160 متر.